# Alien Love Triangle
Alien Love Triangle ist eine britische Science-Fiction-Filmkomödie aus dem Jahr 1999, die erst 2008 uraufgeführt wurde. Regie führte Danny Boyle, das Drehbuch schrieb John Hodge.

## Handlung
Der Physiker Steven Chesterman baut ein Gerät, das der Teleportation dient. Er geht heim, um darüber seiner Frau Alice zu erzählen. Es stellt sich heraus, dass Alice ein männlicher Außerirdischer ist, der die Gestalt einer Frau angenommen hat. Die mit Alice verheiratete Außerirdische Elizabeth kommt vom Planeten Nulark, um ihren Ehemann wieder heim zu bringen.

## Hintergründe
Das Produktionsunternehmen Miramax Films konzipierte den Film als einen der drei Teile eines Episodenfilms. Die anderen Teile Mimic – Angriff der Killerinsekten und Impostor wurden zu Spielfilmen mit voller Länge entwickelt, sodass die Veröffentlichung dieses Teils auf Eis gelegt wurde.
Die Weltpremiere fand am 23. Februar 2008 im Kino La Charrette in Gorseinon (Wales) statt. Dieses im Jahr 1953 im Aufbau eines alten Eisenbahnwaggons eröffnete Kino mit 23 Sitzplätzen galt als das kleinste Kino in Großbritannien. Es wurde noch im Februar 2008 geschlossen.
Kenneth Branagh bezeichnete den Film in einer Rede vor der Vorführung als einen „verschollenen Film von einem der größten Regisseure“.